# Tutoia (navio)
O vapor  Tutoia (Tutoya) foi um navio cargueiro brasileiro, afundado em 1º de julho de 1943, pelo submarino alemão U-513, no litoral sul do estado de São Paulo, ao largo de Iguape.
Morreram sete tripulantes no ataque, o vigésimo-nono a suceder-se com uma embarcação brasileira durante a Segunda Guerra Mundial.

## O navio e sua história
O Tutoia foi construído pelo estaleiro William Dobson & Co, em Walker-on-Tyne, perto de Newcastle, na Inglaterra, tendo sido entregue em outubro de 1913, à empresa Wandsworth, Wimbleton & Epsom District Gas Co., com sede em Londres, a qual o operou até 1926, sob o nome de Mitcham.
Naquele ano, foi vendido à Companhia de Navegação Lloyd Brasileiro, que o rebatizou de Uno, e, três anos depois, de Tutoia.
Possuía 67,1 metros de comprimento, 10,7 metros de largura e 4,0 metros de calado. Construído em casco de aço, tinha 1 125 toneladas de arqueação bruta (831 toneladas no convés inferior), propelidas por dois motores a vapor de tripla expansão, cada um com seis cilindros, o que lhe conferia uma potência nominal de 187 HP, trabalhando a uma pressão de 12 bar. A alimentação era feita por duas caldeiras simples completas e oito fornos.

## O afundamento
O cargueiro, carregado com 750 toneladas de carga geral, dentre café, madeira, batatas e carne salgada, havia saído do porto de Paranaguá com destino a Santos, quando, em 1º de julho de 1943, foi torpedeado pelo submarino alemão U-513, comandado pelo Capitão-Tenente Friedrich Guggenberger.
Sob o comando do Capitão-de-Longo-Curso Acácio de Araújo Faria, a embarcação viajava com suas luzes apagadas para despistar submarinos hostis, e, por volta da uma hora da manhã, na altura da ponta da Jureia, a aproximadamente seis quilômetros da costa do litoral sul de São Paulo, alguns tripulantes perceberam que uma ou duas embarcações se aproximavam do navio.
O u-boot tinha perseguido um outro navio, mas o perdeu de vista devido a uma pancada de chuva e, durante a patrulha encontrou o Tutoia, muito menor. Chamado à ponte do tombadilho de comando externo, o Capitão Guggenberg enviou, através de sinais luminosos em código Morse, ordem para que o mercante diminuísse a marcha e acendesse as luzes para identificação. Respondendo à intimação, embora acreditasse se tratar de um navio de guerra brasileiro ou aliado, o capitão do navio determinou ao primeiro-piloto acender o farol do mastro da proa.
Vinte minutos depois, a embarcação brasileira foi atingida por um torpedo a meia nau, na altura do passadiço, matando o capitão. O impacto partiu o navio em dois, que arqueou em seguida pela proa, afundando rapidamente, nas coordenadas 24° 43' S 47° 19' O, posição anotada no diário de bordo do submarino.
O submarino, que tinha o casco pintado de verde, ficou evoluindo o restante da noite no local do afundamento. Ordenado o abandono do vapor, os tripulantes procuraram salvar-se nos botes e balsas disponíveis; foram arriadas duas baleeiras e uma balsa. Uma dessas embarcações deu à costa, com 17 sobreviventes, tendo sido antes seguida pelo submarino; a balsa com outros seis náufragos alcançou também o litoral, na altura da praia da Jureia, em Iguape, a qual havia sido antes localizada por um avião da Base Aérea de Santos; a outra baleeira, com 7 homens a bordo, foi encontrada e socorrida por um barco a motor que a rebocou para o porto de Santos.
Dos 37 tripulantes salvaram-se 30; entre os sete mortos figuram o comandante Acácio e seu imediato.

## Destroços
Após diversas tentativas, mergulhadores conseguiram alcançar os destroços do navio afundado no final da década de 1990. De acordo com seus relatos, a estrutura da embarcação está muito danificada, tanto pela destruição causada pelo torpedo, acrescido ainda pelo desgaste natural devido a décadas submersa.
Apesar de estar localizado a uma profundidade relativamente rasa – 18 metros -, a visibilidade pode variar entre zero e oito metros.